# وستارية
الوِسْتارية أو الغِليسين أو الحُلْوة أو البُلَيْعَة (الاسم العلمي: Wisteria) هي جنس من النباتات يتبع الفصيلة البقولية من رتبة الفوليات. يتضمن الجنس أربعة أنواع من النباتات المتسلقة الخشبية التي تنمو في الصين واليابان وكوريا وفيتنام وجنوب كندا وشرق الولايات المتحدة وشمال إيران. وقد تم إدخالها لاحقًا إلى فرنسا وألمانيا والعديد من البلدان الأخرى في أوروبا. تُعد بعض الأنواع نباتات زينة شائعة. النبات المزهر المائي المعروف باسم «الويستارية المائية» هو Hygrophila difformis، في عائلة أقنثية.

## أصل التسمية
قال عالم النبات الإنجليزي توماس نوتال أنه سمى جنس الوستارية تكريماً للطبيب الأمريكي كاسبر ويستار (1761-1818).
وعند سؤاله عن الاختلاف الإملائي في لفظ اسم الوستارية في وقت لاحق عزى نوتال ذلك لاستحسانه «رخامة الصوت». ولكن تكهن كاتب سيرته أنه قد يكون لذلك علاقة ما مع صديق نوتال تشارلز جونز ويستر الأب من غرامبلثورب Grumblethorpe وهو حفيد التاجر جون ويستر. (بعض المصادر في فيلادلفيا تذكر أن النبات هو اسمه بعد ويستر).
على الرغم من أن الخطأ الإملائي هو متعمد فيما يبدو، فأنه لا يوجد أي مبرر لتغيير اسم جنس بموجب القانون الدولي للتسميات النباتية. ومع ذلك، فإن بعض تهجئة الاسم الشائع كويسترية.

## أنواع الوستارية
- وستارية قصيرة العناقيد (الاسم العلمي:Wisteria brachybotrys)
- وستارية قصيرة التسنن (الاسم العلمي:Wisteria brevidentata)
- وستارية كثير الأزهار (الاسم العلمي:Wisteria floribunda)
- وستارية شجيرية (الاسم العلمي:Wisteria frutescens)
- وستارية صينية (الاسم العلمي:Wisteria sinensis)
- وستارية ماصة (الاسم العلمي:Wisteria ventusa)
- وستارية زهرية (الاسم العلمي:Wisteria venusta)
- وستارية زغابية (الاسم العلمي:Wisteria villosa)
- وستارية جذابة (الاسم العلمي:Wisteria x formosa) (نوع هجين)

### أنواع غير مؤكدة
- وستارية باركهاوسية (الاسم العلمي:Wisteria barkhausiana)
- وستارية بيضاء (الاسم العلمي:Wisteria alba)
- وستارية جميلة (الاسم العلمي:Wisteria speciosa)
- وستارية كبيرة الأزهار (الاسم العلمي:Wisteria grandiflora)
- وستارية كبيرة العناقيد (الاسم العلمي:Wisteria macrobotrys)
- وستارية كورية (الاسم العلمي:Wisteria koreana)
- وستارية متعددة السنابل (الاسم العلمي:Wisteria polystachya)
- وستارية ملتبسة (الاسم العلمي:Wisteria dubia)
- وستارية منحنية (الاسم العلمي:Wisteria involuta)
- (الاسم العلمي:Wisteria consequana)
- (الاسم العلمي:Wisteria maideniana)
- (الاسم العلمي:Wisteria pilipes)